# Prepops circumcinctus
Prepops circumcinctus är en insektsart som först beskrevs av Thomas Say 1832.  Prepops circumcinctus ingår i släktet Prepops och familjen ängsskinnbaggar. Inga underarter finns listade i Catalogue of Life.